# 玛蒂尔德·卡缪
玛蒂尔德·卡缪（西班牙語：Matilde Camus，1919年9月26日—2012年4月28日）出生于桑坦德，是一名西班牙诗人、作家兼历史学家。此外，她亦担任雅典娜文学科和桑坦德西班牙文化研究所所长。